# Kendl Core
Kendl Core je spletni strip, ki sta ga ustvarila Xavier Rutario in Enigma S. Riddle; strip je parodija na dva popularna operacijska sistema, Linux in Windows. Strip je ustvarjen iz zaslonskih slik; osebe in predmeti pa so bili postavljeni v prostor s pomočjo Gary's Mod-a. Vsaka izdaja se izda v obliki bloga, s stripom; sledijo opisi in argumenti.
Dogodki, predstavljeni v stripu, večinoma temeljijo na resničnih stvareh, ki so se pripetile Riddlu in Rutariu. Glavna lika predstavljata alternativna ega Riddla in Rutaria.
Čudna stvar ki se pojavlja v stripu je ta, da nobeden izmed likov nima imena. Riddle ju predstavlja kot "pleškota" in "lepotca". "Plešasti lik" je uporabnik Linuxa in pristaš Appla. Obnaša se grenko in cinično ter vedno poizkuša najti nepopolnosti v Microsoftovih izdelkih. Bilo je tudi namignjeno da se ukvarja s kapitalskim trgom. "Lepši lik" je Windows uporabnik in "gejmer" (igričar). Vztrajno zavrača vsak Apple-ov izdelek in Linux operacijski sistem. Zdi se da je precej dobrovoljen in sproščen, čeprav ga dokaj hitro razjezijo dejanja njegovega cimra, kot je nameščanje Linuxa na njegov Playstation 2 ali rubež njunega stanovanje zaradi neodplačane hipoteke, ki je nastala pri nakupu iPod-a. 
Strip ima redne zgodbe, ki pomagajo razvijati lika in podajo občutek celovitosti v življenju likov.

## Tema
Glavni skeči so o Linuxu in Windowsih. Eden lik po navadi zasmehuje in žali drug operacijski sistem, po navadi z argumenti ki jih je mogoče najti na blogu. Zraven dobro znanih stereotipov lika vedno znova in znova najdeta nove pomankljivosti v operacijskih sistemih. Skeče o Applovih produktih je tudi moč najti. Treba je poudariti da so vsi argumenti popolnoma objektivni in preučeni. Humor je ciničen in podaja sardoničen pogled na operacijske sisteme in temami povezanimi z njimi.

## Dodatne informacije

### Izvor imena stripa
Kendl Core izvira iz imena Linux kernel, jedra Linuxa.

### Logotip
Logotip upodobljen na glavi strani, upodablja Windows logotip, z rogovi in repom (parodija BSD Daemon) in del logotipa, ki je odgrižen je parodija na Apple logo.

### Trivia
- Izgled likov ne odseva resničnega izgleda Riddla in Xavierja.

- Imena Enigma S. Riddle in Xavier Rutario nista resnična imena avtorjev. Imeni likov sta internetna vzdeva avtorjev zaradi zaščite njune resnične identitete. Riddle trdi, da je ta odločitev nastala zato, ker sta avtorja tujca in bi bilo težko izgovarjati njuna imena v angleškem jeziku.

- Črka "S" v Riddlovem imenu pomeni Shayo, kar je Riddlov "igričarski" vzdevek.

- Za razliko od stripa, avtorja nista cimra.